# Ročno netrzajno orožje
Ročno netrzajno orožje je ognjeno strelno orožje, ki izstreljuje mine oz. granate z malo oz. nič povratnega trzaja. Deluje na principu, da smodniški plini večinoma izhajajo skozi odprtino na zadnji strani orožja ter zato ne povzročijo odsuna. Tako orožje lahko med streljanjem vojaki držijo na ramenu.

## Vrste
- ročni minomet